# Грязнов, Георгий Михайлович
Георгий Михайлович Грязнов (26.12.1926 — 2005) — российский учёный в области ядерной космической энергетики, доктор технических наук, профессор, директор Научно-производственного объединения «Красная звезда» (разработка энергетических ядерных установок), лауреат Государственной премии СССР (1972), заслуженный деятель науки РФ (1997).
Родился 26 декабря 1926 года в г. Ковров Владимирской губернии.
В 1945—1947 годах курсант кораблестроительного факультета Высшего военно-морского инженерного училища им. Ф. Э. Дзержинского, отчислен после несчастного случая.
В 1952 году окончил радиофизический факультет Горьковского государственного университета им. Лобачевского, специальность «физик-исследователь».
С 1952 по 1957 г. инженер в Энергетическом институте АН СССР им. Г. М. Кржижановского, работал над созданием первых советских образцов вычислительной техники.
С 1957 по 1968 г. — на ММЗ «Союз», участвовал в создании автоматики турбореактивных двигателей и ядерной космической установки «Топаз».
С 1968 г. заместитель главного конструктора в Тураевском МКБ «Союз».
С января 1973 по 1997 год первый директор Научно-производственного объединения (НПО) «Красная Звезда» (Москва). Руководил работами по созданию ядерных энергетических установок космического назначения с непосредственным преобразованием тепловой энергии реактора в электрическую термоэлектрическим и термоэмиссионным способами.
В 1997—1999 годах научный руководитель ФГУП «Красная Звезда», с 1999 г. советник директора.
Доктор технических наук (1969), профессор (1977). Под его руководством защищено 20 кандидатских диссертаций.
Лауреат Государственной премии СССР (1972), заслуженный деятель науки РФ (1997). Награждён двумя орденами Трудового Красного Знамени (1971, 1981) и 4 медалями.
Автор воспоминаний:
- Космическая атомная энергетика и новые технологии : (записки директора) / Г. М. Грязнов. — Москва : ЦНИИатоминформ, 2007. — 135, [1] с. : ил., портр., табл.; 25 см; ISBN 5-87911-156-3

Сочинения:
- Материаловедение жидкометаллических систем термоядерных реакторов / [Грязнов Г. М., Евтихин В. А., Завяльский Л. П. и др.]. — Москва : Энергоатомиздат, 1989. — 238,[2] с. : ил.; 20 см; ISBN 5-283-03782-7